# Bergmann

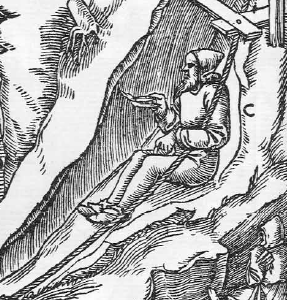
Bergmann, der auf dem sogenannten „Arschleder“ einfährt (nach Georgius Agricola)

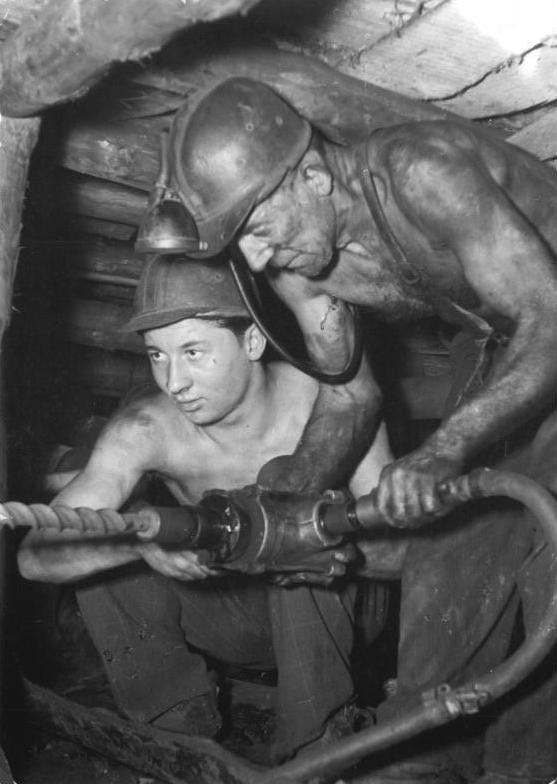
Bergarbeiter, 1952

Bergmann (umgangssprachlich auch Bergarbeiter, Knappe oder Kumpel; in der Mehrzahl auch: Bergleute) ist die Berufsbezeichnung eines Menschen, der in einem Bergwerk Rohstoffe abbaut.
Die Schutzheilige der Bergleute ist die heilige Barbara. Als Berghabit wird die traditionelle Kleidung der Bergleute bezeichnet, die jedoch nicht überall einheitlich ist.

## Lexikalische Beschreibung
Als Bergmann, Bergarbeiter, Bergknappe werden die im Bergbau Beschäftigten bezeichnet, die überwiegend dem Arbeiterstand angehören. Dabei begann die Ausbildung im Knabenalter als Grubenjunge (Scheidejunge, Pochjunge). Anschließend fährt er als Lehrhauer ein, bevor er zum Bergarbeiter oder Hauer wird. Diese Gruppe wird in Ganghauer, Ortshauer und Doppelhauer unterteilt. Weitere Arbeiter in diesem Bereich sind die Bergmaurer und Zimmerlinge, Bergschmiede, Förderleute und Hilfsarbeiter (früher Bergknechte). Als Anschläger übernimmt er die Förderung unten im Schacht, als Stürzer oder Abzieher entleert er die Fördergefäße über Tage. Die einfachen Bergleute unterstehen den Ausschlägern, Untersteigern und Steigern, Betriebsleiter der Grube ist der Obersteiger.

## Berufsbild

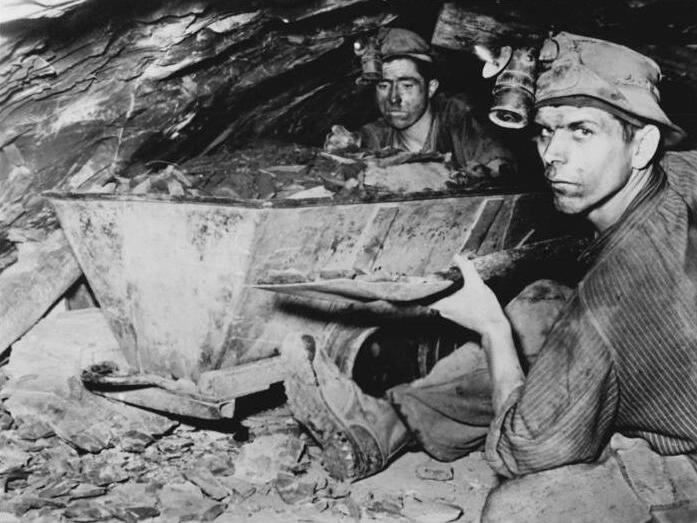
Mansfelder Bergmann, 1952

In den Industriestaaten Europas und Nordamerikas ist der Beruf des Bergmanns seltener geworden, weil die Fundstätten für Rohstoffe weitgehend ausgebeutet sind und die aufwendig zu erschließenden Lagerstätten die Ausbeutung derzeit unwirtschaftlich machen. Das hauptsächliche Bergbauprodukt des 19. und 20. Jahrhunderts, die Kohle, ist für die Energieerzeugung in Schiffen, Eisenbahnen, Elektrizitätswerken und Heizungen durch Erdöl und Erdgas verdrängt worden.
Auch Salz wird heute aus Kostengründen selten in Salzbergwerken direkt abgebaut und überwiegend aus Meerwasser oder Sole gewonnen. In den Anfängen der Erdölproduktion wurde auch bis 1963 in Deutschland Ölsand im Bergbau abgebaut.
In der Weimarer Republik vollendete sich durch die Annäherung an die Bedingungen einer Fabrik endgültig der Wandel des Bergmanns zum Bergarbeiter. Die arbeitsteilige Differenzierung und Spezialisierung und die Konzentration auf immer weniger besser ausgeleuchtete Betriebspunkte, ermöglichten eine effektivere Kontrolle durch planmäßige Betriebsüberwachung und raubte so dem Bergmann einen guten Teil seiner früheren Autonomie. Damit schwand sein Sonderbewusstsein und sein Bergarbeiterstolz.

### Geschlecht

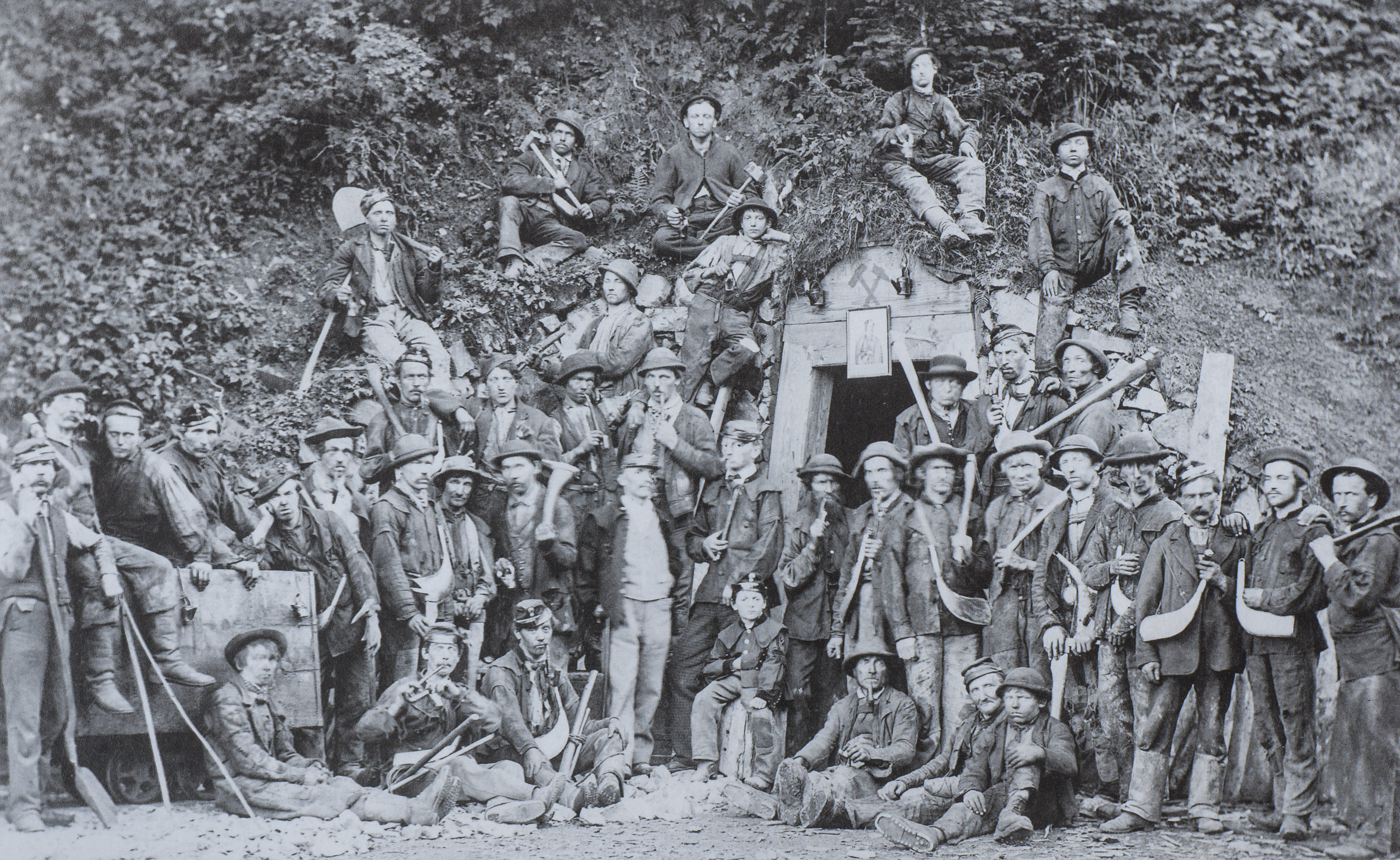
Der Beruf war lange Zeit weitgehend Männern vorbehalten

Aufgrund der schweren körperlichen Arbeit, die diese Tätigkeit erfordert, waren und sind die Mehrheit der Bergarbeiter unter globaler und historischer Betrachtung Männer. Jedoch wurden auch schon immer Kinder und zum Teil Frauen für diese Tätigkeiten eingesetzt, weil sie einerseits billigere Arbeitskräfte waren bzw. sind und andererseits aufgrund ihrer geringeren Körpergröße besser in enge und kleine Stollen einfahren konnten. Heute gibt es unter anderem in Lateinamerika Frauen und Kinder, die unter Tage arbeiten. In Europa gab es bis Mitte des 19. Jahrhunderts Bergarbeiterinnen. Später wurde die Arbeit der Frauen im Bergbau verboten. In Artikel 2 einer Vereinbarung der Internationalen Arbeitsorganisation (IAO) von 1935 wurde festgelegt:

“No female, whatever her age, shall be employed on underground work in any mine.”

„Keine Frau, welchen Alters auch immer, soll unter Tage in einem Bergwerk arbeiten.“

Die Bundesrepublik Deutschland hat dieses Abkommen am 15. November 1954 ratifiziert. Die Deutsche Demokratische Republik wurde erst 1973 nach Abschluss des Grundlagenvertrages Mitglied der Vereinten Nationen und somit in die IAO aufgenommen. Am 25. April 2008 kündigte Deutschland nach einem Urteil des Europäischen Gerichtshofs, wie viele andere Staaten auch, dieses Abkommen, da es gegen die Richtlinie 76/207/EWG zur Verwirklichung des Grundsatzes der Gleichbehandlung von Männern und Frauen hinsichtlich des Zugangs zur Beschäftigung verstieß. Am 25. März 2009 wurde das als Schutzklausel gedachte Arbeitsverbot für Frauen unter Tage durch Änderung des Bundesberggesetzes gestrichen.

### Lebenserwartung im 16. Jahrhundert
Die schwere Bergarbeit führte zu Erkrankungen der Bergleute. Die erste bekannte Darstellung der besonderen Erkrankungen der Bergleute ist eine vermutlich 1533/34 aufgezeichneten Handschrift, in der Paracelsus seine Beobachtungen des Kärntner Bergbaus zusammenfasst und interpretiert und ist damit eines der ersten Exemplare arbeitsmedizinischer Literatur.
Neben Paracelsus befasste sich auch Georgius Agricola mit diesen Erkrankungen. Seine Untersuchungen wiesen auf Schädigungen an Gliedern (insbesondere der Arme) und der Atemwege hin. Er erkannte den Einfluss der feuchten Kälte in den Bergwerken, die sich auf den Muskelapparat auswirkte, was sich besonders mit zunehmendem Alter durch steife Glieder äußerte. Der Gesteinsstaub war ein weiteres Problem, da er in die Luftröhre und in die Lungen gelangte und zu Silikose führte.

### Neue Krankheiten

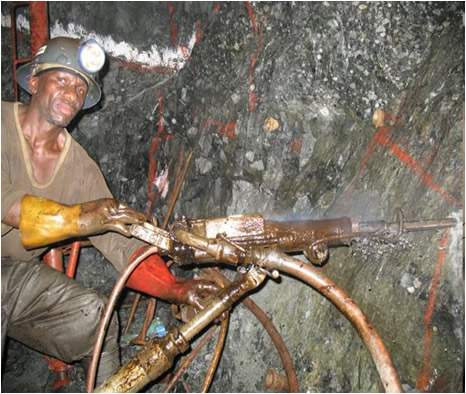
Bergmann aus Ghana am Druckluftbohrhammer, 2017

Im 18. Jahrhundert drangen die Bergleute in immer größere Tiefe vor. War es zuvor noch die Kälte, die den Bergleuten zu schaffen machte, so war es nun die durch die geothermische Tiefenstufe zunehmende Hitze. Hinzu kamen Symptome wie Blutarmut, Blässe, Müdigkeit, Bauchbeschwerden und Durchfallerkrankungen. Im Jahr 1885 entdeckte ein Bergarzt aus Aachen bei einigen seiner Patienten, die in 300 Meter Teufe arbeiteten, dass diese an Blutarmut und einer ansteckenden Wurmerkrankung litten, während Bergleute in geringerer Teufe und deren Familienmitglieder gesund waren. Durch eine Reihenuntersuchung wurde schließlich festgestellt, dass diese Erkrankungen durch eine Wurmart hervorgerufen wurden, die nur bei hohen Temperaturen und hoher Luftfeuchtigkeit überlebensfähig war.
Am Anfang des 20. Jahrhunderts wurden die ersten druckluftbetriebenen Abbau- und Bohrhämmer eingeführt. Die scheinbare Arbeitserleichterung führt jedoch durch die Wucht der Maschinen zu Gelenkerkrankungen der oberen Extremitäten, zudem erkrankten viele Bergleute plötzlich an Schwindsucht (Tuberkulose). Im Jahr 1925 wurde schließlich die erste Berufskrankheiten-Verordnung erlassen, die zunächst 13 Erkrankungen auflistete; zu diesen gehörten unter anderem die Wurmerkrankung der Bergleute sowie eine spezielle Form des Bronchialkarzinoms namens Schneeberger Krankheit. 1929 wurden auch die Staublunge bzw. Silikose sowie Lärmschwerhörigkeit aufgenommen.

## Semantik des Wortes „Kumpel“
In der Bergmannssprache wird regional der Begriff Kumpel als Synonym für „Bergmann“ gebraucht. Außerhalb dieser spezifischen Bedeutung wird das Wort im allgemeinen Sprachgebrauch als freundschaftliche Kennzeichnung im Sinne von Kamerad, „netter Kerl“ oder „Freund“ genutzt. Er leitet sich von Kumpan bzw. Kompagnon ab. Dieses Wort bezeichnet ursprünglich jemanden, mit dem man sein Brot teilt (spätlateinisch: *companio). Die eingedeutschte Form Kumpel findet sich seit dem 19. Jahrhundert und ist wohl als Diminutiv aufzufassen.

## Unglücke
Die Internationale Föderation der Chemie-, Energie-, Bergbau- und Fabrikarbeitergewerkschaften schätzt, dass weltweit jährlich etwa 12.000 Bergleute bei ihrer Arbeit ums Leben kommen. Laut Angaben der südafrikanischen Bergarbeitergewerkschaft National Union of Mineworkers starben zwischen 1984 und 2005 über 11.100 Bergleute in den Bergwerken Südafrikas.

## Bergarbeiterdenkmal

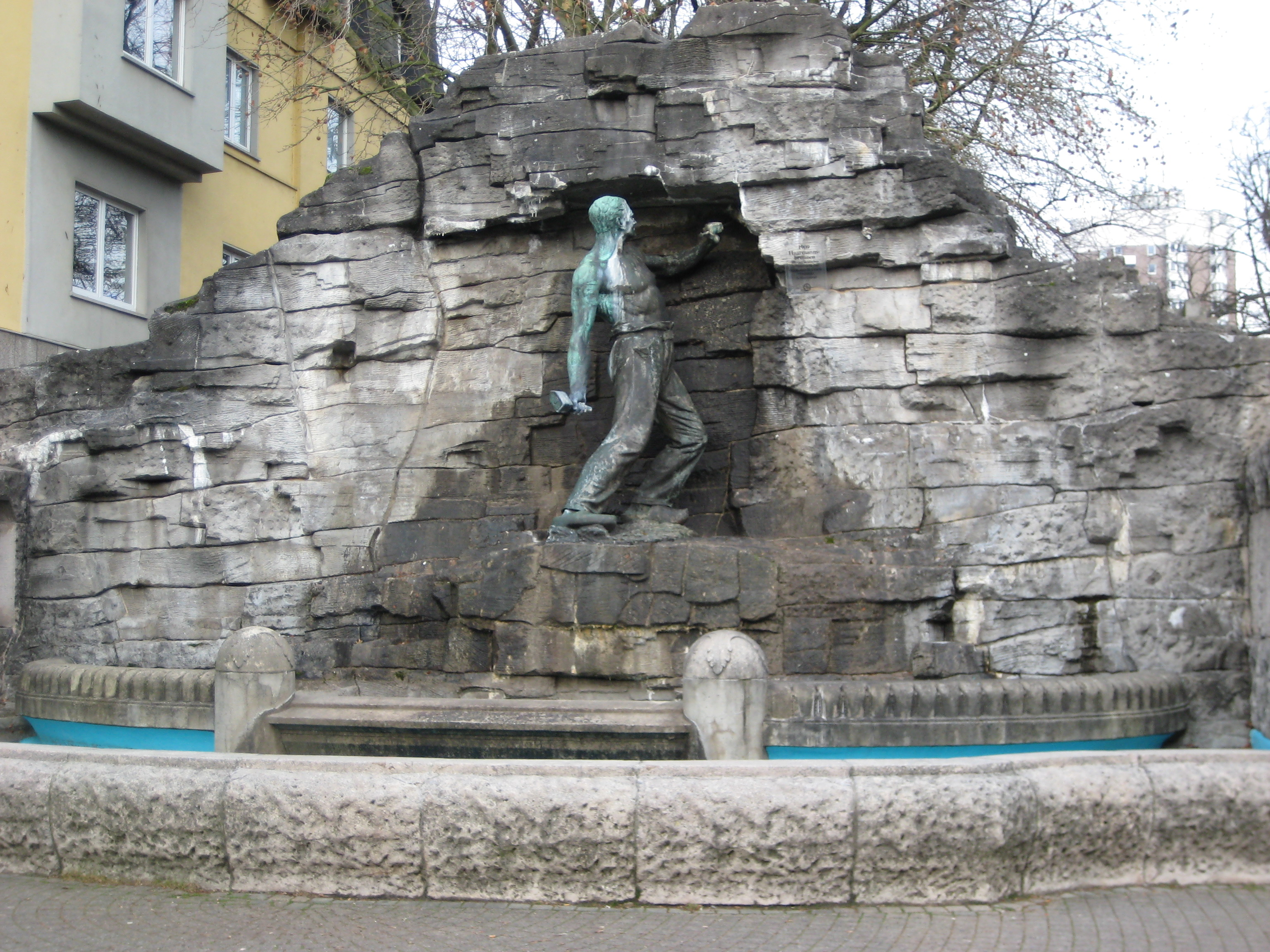
Adolf Graef, Haarmannsbrunnen, 1909

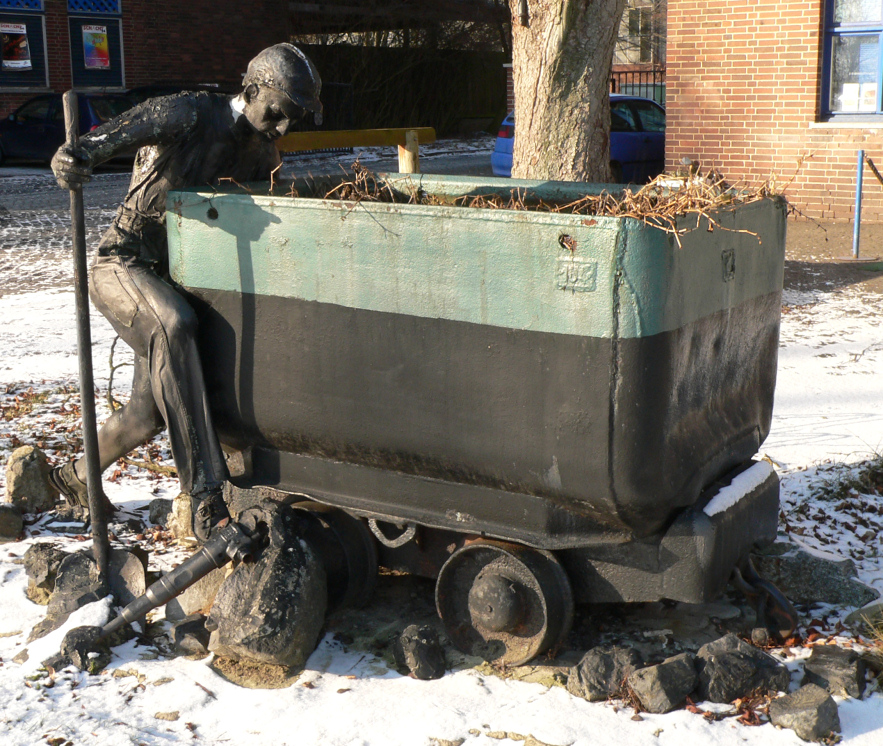
Bergmannsdenkmal mit Grubenhunt der stillgelegten Grube Haverlahwiese

In Osnabrück (Niedersachsen) setzte der Stahlwerksdirektor und Senator August Haarmann im Jahr 1909 dem Beruf des Bergmanns mit dem Haarmannsbrunnen ein Denkmal. Die Brunnenanlage ist eines der ältesten Arbeiterdenkmale Deutschlands, geschaffen wurde die Anlage im Jahre 1909 von dem Bildhauer und Dichter Adolf Graef. Die Bronze-Skulptur stellt einen leicht überlebensgroßen Bergarbeiter dar, der auf eine Wasserader trifft. Haarmann selbst stammte aus einfachen Verhältnissen und hatte sich sein Studium als Bergmann finanziert.
In Essen steht die Bronzeplastik Steile Lagerung südlich des Hauptbahnhofs. Die Plastik von Max Kratz wurde am 1. September 1989 enthüllt und zeigt Bergleute in einem steilen Stück Flöz.

## Ehrentage
In der Deutschen Demokratischen Republik gab es jährlich am ersten Sonntag im Juli den Tag des Bergmanns und des Energiearbeiters. Aus diesem Anlass wurden jeweils die besten und verdienstvollsten Bergarbeiter ausgezeichnet. Dieser Feiertag wird in einigen Regionen (auf privater Basis) noch heute begangen.

## Bergarbeiter in der Kunst
Sagen
- Die silberne Rose – Europäische Bergmannssagen. Hrsg. Manfred Blechschmidt, Illustrationen: Wolfgang Würfel. Greifenverlag, Rudolstadt 1985 (sowie in veränderter Auflage 1988 mit ISBN 978-3-7352-0148-5).

Romane
- A. J. Cronin: Die Sterne blicken herab.
- Max von der Grün: Irrlicht und Feuer.
- Émile Zola: Germinal.
- Homer H. Hickam: Rocket Boys.

Filme
- Schlagende Wetter von Karl Grune (1923)
- Kameradschaft von G. W. Pabst (1931)
- Verflucht bis zum jüngsten Tag von Jack Kehoe (1969)
- Sonnensucher von Konrad Wolf (Uranerzbergbau der SDAG Wismut im sächsischen Erzgebirge in den 1950er Jahren, 1958)
- Jede Menge Kohle von A. Winkelmann (1981)
- Rote Erde von Klaus Emmerich (1983)
- Superstau von Manfred Stelzer (1991)
- Germinal von C. Berri (1993)
- Das Ende aller Träume von Mort Ransen (1995)
- Brassed Off von M. Herman (Drama um die Schließung einer Kohlegrube in England, 1996)
- Das Wunder von Lengede von R. Jungert (1969) u. von K. Heidelbach (2003)
- Schultze gets the blues von M. Schorr (2003)
- Blinder Schacht von Li Yang (Silberner Bär 2003)
- The Devil’s Miner von K. Davidson und R. Ladkani (Kinder als Grubenarbeiter, 2005)
- Tatort, Folge Nr. 704: Das schwarze Grab (2008)

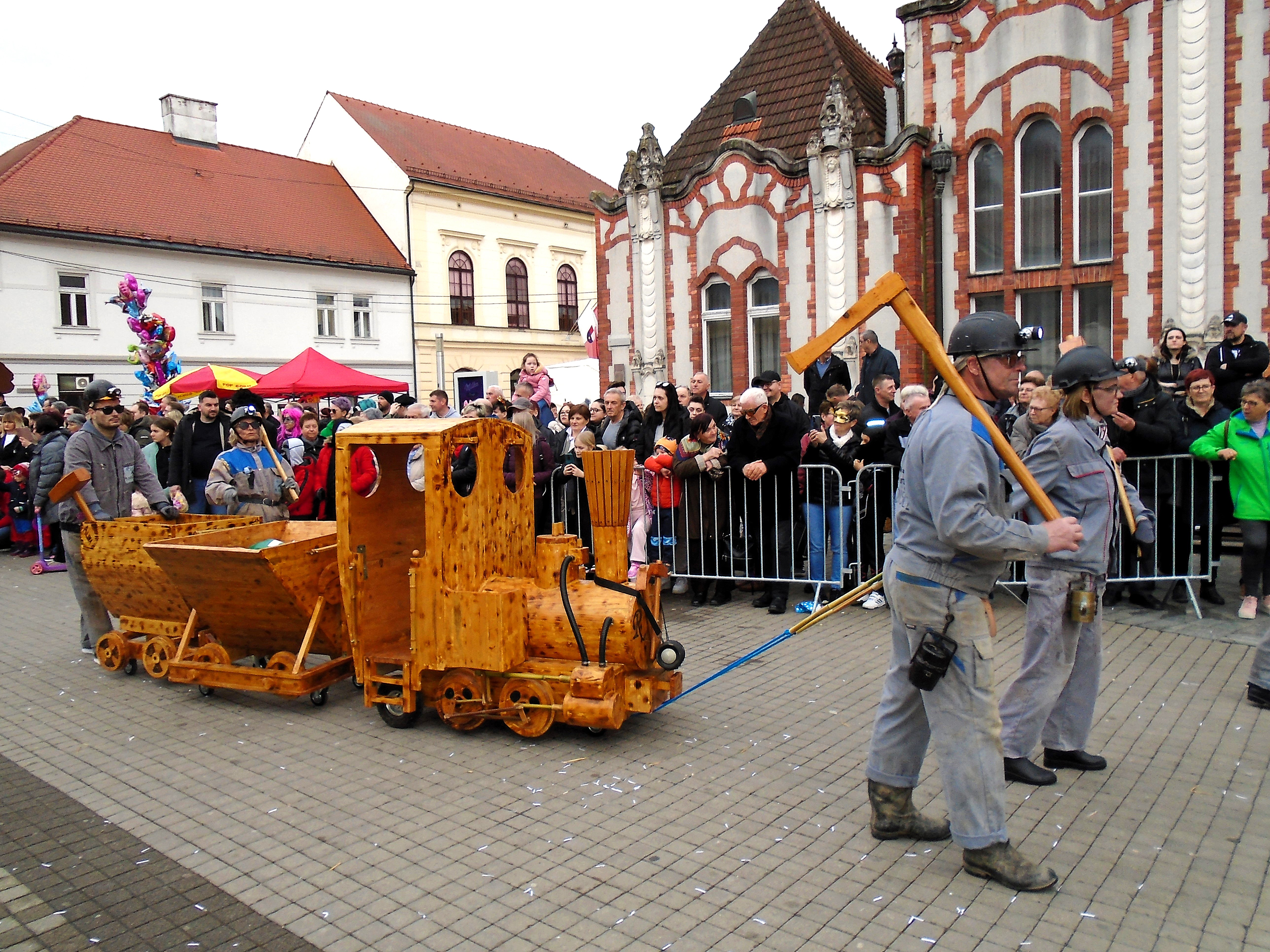
Bergleute aus Medjimurje, Kroatien, beim lokalen Karneval in Čakovec (2024)

- 69 Tage Hoffnung (2015)